# Ingrid Bergman
Ingrid Bergman (Estocolmo, 29 de agosto de 1915-Londres, 29 de agosto de 1982) fue una actriz sueca galardonada con 3 premios Óscar —igualada por Meryl Streep en 2012, Frances McDormand en 2021 y solo superada por Katharine Hepburn con cuatro estatuillas— y cinco Globos de Oro, además fue la primera ganadora del Premio Tony como mejor actriz. Considerada uno de los mitos del séptimo arte, según la lista realizada por el American Film Institute es la cuarta estrella más importante en la historia del cine. Es probablemente una de las actrices más prolíficas del siglo XX, debido en parte a que desarrolló su carrera en cinco idiomas (sueco, alemán, inglés, italiano y francés) y actuó en cine, teatro y televisión en Suecia, Alemania, Estados Unidos, Canadá, Inglaterra, Italia, Francia, España e Israel. Falleció el día de su 67.º cumpleaños, tras librar una larga batalla contra el cáncer de mama.

## Biografía y carrera

### Primeros años
Fue hija de Justus Samuel Bergman, un pequeño empresario de fotografía sueco y de su esposa Friedel Adler, nativa de la ciudad alemana de Hamburgo. Quedó huérfana de madre cuando tenía 3 años y su padre, Justus, murió 11 años después. Su infancia transcurrió en la casa paterna, luego con una de las hermanas de su padre quien murió seis meses más tarde y finalmente con otro tío paterno, Otto Bergman y su familia. 

### Inicios artísticos
Decidió hacerse actriz para combatir su extrema timidez, «soy más yo misma cuando soy otra persona» —decía— y dio sus primeros pasos en el cine como extra a los 16 años, pero su verdadera meta era el trabajo teatral. Su primera oportunidad para actuar se la dio Greta Danielsson, una antigua amiga de su padre, quien le ofreció un papel como extra. En 1933 fue elegida entre cientos de aspirantes para estudiar en The Royal Dramatic Theater School, donde también estudió Greta Garbo. Su padre, al morir, se lo dejó todo a su hija asegurándose de que ella tuviera dinero para convertirse en actriz.
Cuando Ingrid le dijo a su tío Otto que quería ser actriz, este se opuso, pues en aquella época ser actriz estaba mal visto. Él pensaba que como tenía buenas calificaciones en sus estudios de secundaria, no necesitaba ser actriz, pero como Ingrid insistía, su tío le prometió que si se presentaba para una audición y no era escogida, no lo volvería a intentar. La institución The Royal Dramatic Theater School requería a cada actor que representara tres piezas, después de lo cual, los jueces seleccionarían dos de ellas, si el aspirante era rechazado se le daba un sobre marrón y si era aceptado, un sobre blanco. Ingrid decidió representar una comedia. Mientras actuaba, los miembros del jurado no parecían verle la gracia, ni siquiera prestaban mucha atención. De pronto, tras la primera lectura, le dijeron que podía retirarse sin darle la oportunidad de la segunda. Más de medio siglo después Ingrid recordaba su desengaño:

Cuando abandonaba el escenario estaba de luto, me encontraba en un funeral. El mío. Era la muerte de mi yo creativo. Tenía el corazón roto de veras. Al salir a la calle, Estocolmo, que siempre me había parecido tan hermoso, ya no lo era, y los actores y actrices que esperaban a recoger su sobre, se reían y burlaban de mí, ¿Por qué no lo has cogido? me preguntaban entre risas. Cada vez me sentía peor. Aunque casi no veía nada porque tenía los ojos llenos de lágrimas. Cuando llegué a casa, me estaban esperando mis primas, me dijeron que había llamado un actor amigo de ellas que había participado en las pruebas. Él había conseguido un sobre blanco y preguntó que por qué yo no había recogido el mío. Le pregunté si sabía de qué color era mi sobre. Me dijo que era blanco. Salí volando. Corrí todo el rato hasta recoger mi sobre blanco. Estaba entusiasmada. Llevada por la agitación, rompí el papel de dentro al abrir el sobre. Años después conocí a uno de los miembros del jurado y le pregunté por qué habían interrumpido mi lectura tan pronto. Él me dijo: “Nos encantó su seguridad y su impertinencia. Hablamos y no vimos ninguna necesidad de perder el tiempo. Sabíamos que era fabulosa y tenía un talento innato. Su futuro como actriz estaba asegurado”. Aquella noche, cuando me enteré de lo del sobre blanco, fue la noche que cambió mi vida.

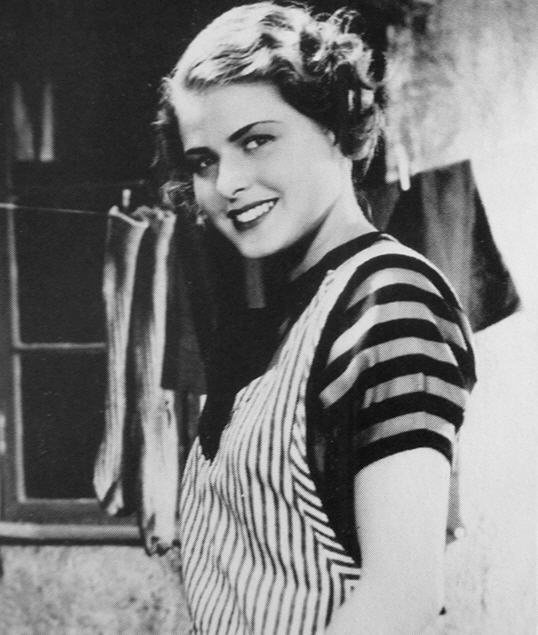
Escena de su participación en su primera película, Munkbrogreven (1934) con 19 años.

Su primera película fue Munkbrogreven de Edvin Adolphson. En 1937 se casó con el dentista Petter Lindström, unión de la que nació su hija Pia Lindström. Petter la animó a hacer una película en Alemania. Durante el rodaje de El pacto de las cuatro, Ingrid conoció al  ministro para la Ilustración Pública y Propaganda de la Alemania nazi Joseph Goebbels, quien intentó convencerla para que hiciera películas para el III Reich, dado que era medio alemana y sabía el idioma, pero no aceptó. Su sexta película Intermezzo tuvo mucho éxito e hizo que el productor cinematográfico David O. Selznick comprara los derechos de la película para que Ingrid la volviera a protagonizar en idioma inglés.

### Debut en Estados Unidos

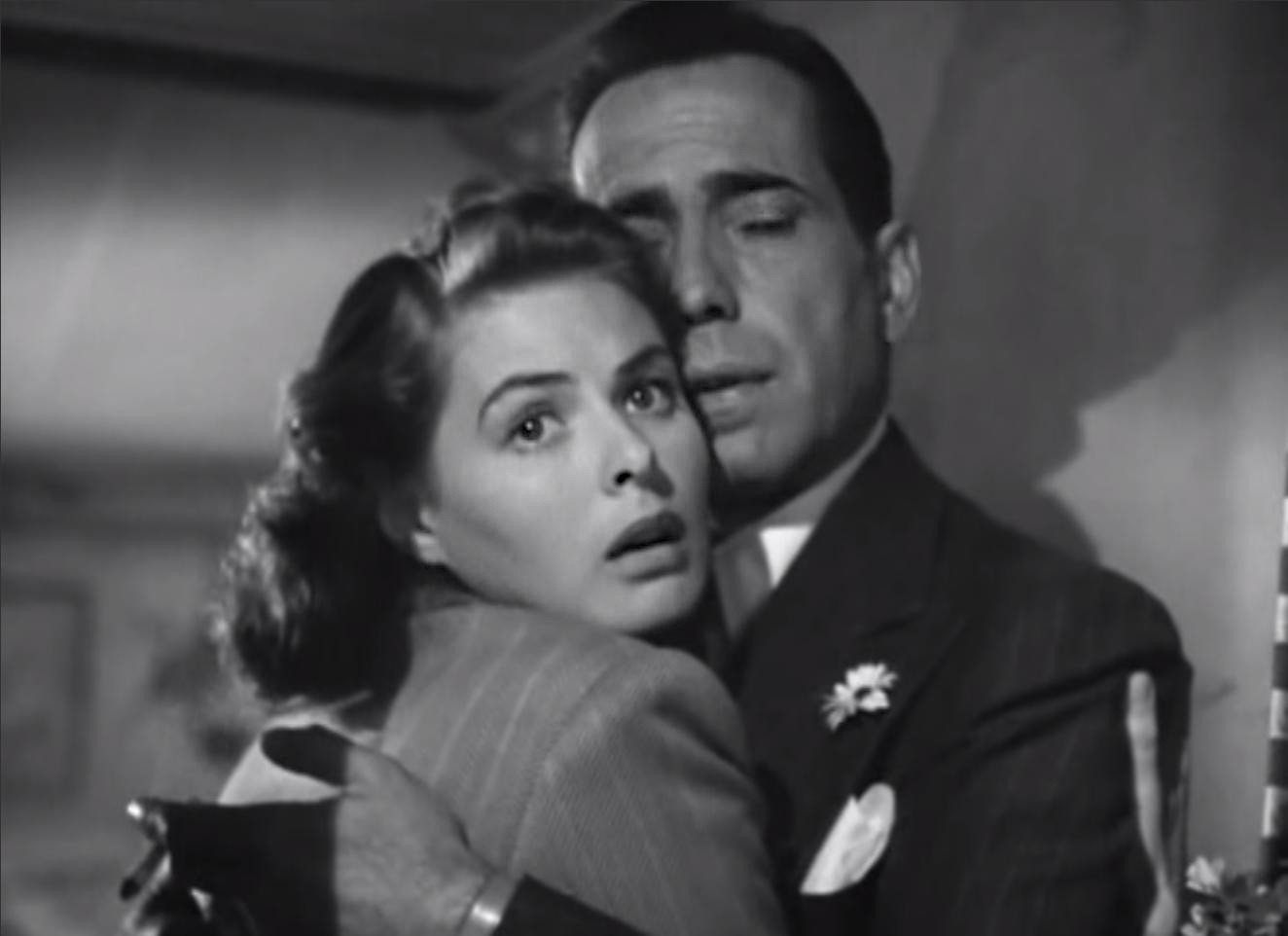
Ingrid Bergman junto Humphrey Bogart en una escena de la película Casablanca (1942). Bergman encarna a Ilsa, antigua amante de Rick Blaine (Bogart) y mujer del héroe de la resistencia Victor Laszlo (Paul Henreid).

En 1939, y después de protagonizar una docena de películas en Suecia, se trasladó a los Estados Unidos para protagonizar la nueva versión de Intermezzo. En 1942 protagonizó junto a Humphrey Bogart la película de Michael Curtiz Casablanca, estrenada en 1943, año en el que fue postulada por vez primera a los Óscar, en este caso por su brillante labor en la película Por quién doblan las campanas, aunque no lo ganó. Sin embargo, Ingrid Bergman se mostró satisfecha con su labor y declaró públicamente frente a la actriz Jennifer Jones, ganadora del premio: Tu Bernadette es mejor que mi María... No obstante, al año siguiente obtuvo el Óscar a la mejor actriz, esta vez por su papel en Luz que agoniza. En 1945 recibió su tercera candidatura consecutiva a los Óscar, esta vez por la película Las campanas de Santa María. La actriz recibiría su cuarta candidatura a los Óscar en la categoría de mejor actriz en 1948, por su papel en Juana de Arco, año en el que también filmó una obra maestra de Lewis Milestone, Arch of Triumph/Arco de triunfo, con Charles Boyer de coprotagonista, adaptación de la novela de Erich Maria Remarque, donde interpreta a Joan Madou, una refugiada ítalo-rumana que trabaja como cantante de cabaret en París que intenta ahogarse en el Sena tras la muerte de su amante, pero es rescatada por el Dr. Ravic, un cirujano alemán (Charles Boyer).

### Escándalo con Roberto Rossellini

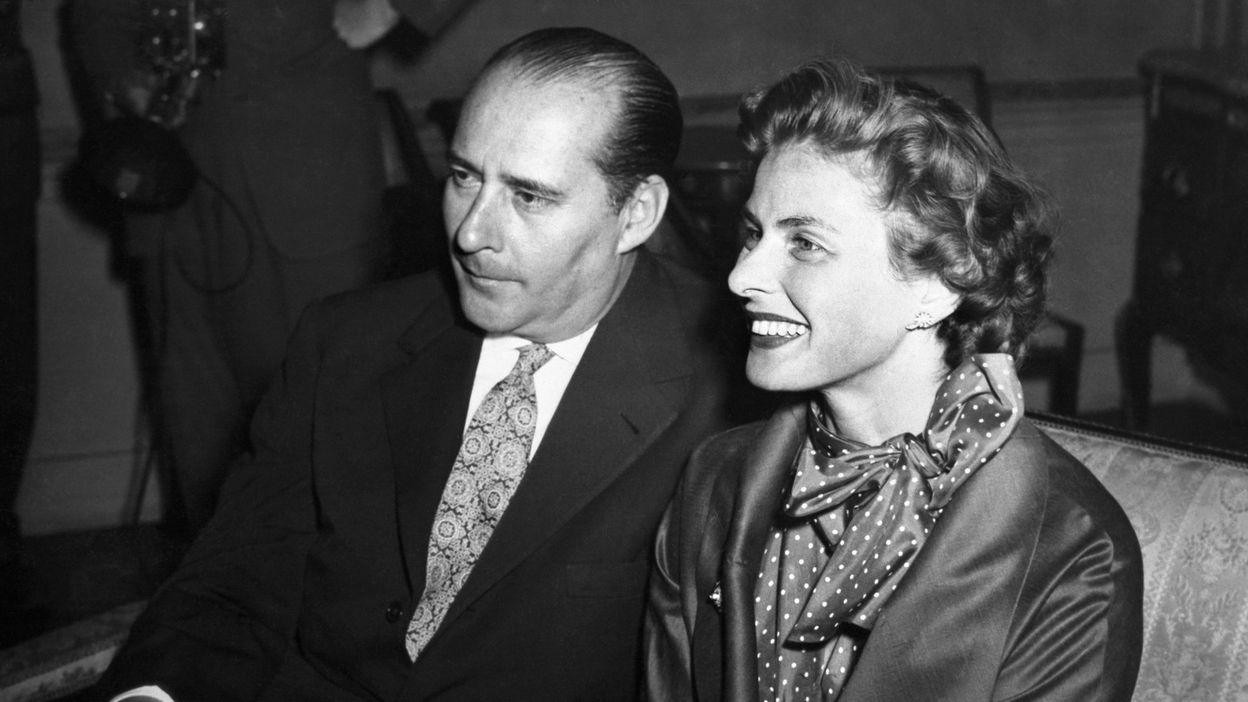
Ingrid Bergman y Roberto Rossellini en 1951.

En 1949 Ingrid Bergman decidió escribir una carta dirigida al director italiano Roberto Rossellini expresándole su deseo de trabajar en alguna de sus películas. Cuando Rossellini recibió la carta fue a los Estados Unidos para conocer a Petter y a Ingrid.
En 1949 se trasladó a Italia con $300 pensando volver en unos meses, para rodar a las órdenes de Rossellini la película Stromboli. Durante el rodaje, comenzó una relación con el director italiano. Fruto de esta relación, Bergman quedó embarazada. Su hijo Roberto Ingmar Rossellini nació el 2 de febrero de 1950, lo que provocó un gran escándalo en los  Estados Unidos. El vicepresidente y director de Códigos de Producción, Joseph Breen, le pidió que desmintiera los rumores de que estaba a punto de divorciarse y abandonar a su primera hija para casarse con Rossellini. Fue criticada por la Iglesia luterana de Suecia y sacerdotes de la Iglesia católica, sobre todo en los Estados Unidos; también recibió cartas de personas que pensaban que debía ser quemada en la hoguera, no como Juana de Arco, sino como una bruja. El escándalo fue de tal magnitud que incluso provocó que la actriz fuera declarada persona non grata en territorio estadounidense, lo que hizo que se exiliara en Italia, dejando a su primer marido y a su primera hija en los Estados Unidos. Tal como declaró después:

Me llegaban cartas atroces, cada sobre iba lleno de odio. En algunas ponían que yo ardería en el infierno por toda la eternidad. Otras decían que era una agente del diablo y que mi pequeño era hijo del diablo. Y aun otras que mi bebé nacería muerto o sería jorobado. Hablaban de toda clase de horrorosas deformaciones que afectarían a mi hijo. Me llamaban puta y fulana. No podía creer que me odiara tanta gente. Al margen de lo que pensaran sobre mi vida, se trataba de mi vida privada, y yo no les había hecho nada. Estaba en estado de shock. Llegaban cartas de todas partes, pero la mayoría de América. América es muy grande, así que había gente para escribir cartas de todas clases. Roberto me preguntaba por qué las leía si me afectaban tanto. Decía que era como leer reseñas de críticos a quienes nunca les gusta tu trabajo. ¿Qué sentido tiene? Yo le respondía que era el único modo para encontrar cartas de amigos que me animaban y me apoyaban.

Después de separarse de Lindström y tras el nacimiento de su hijo, la actriz y Rosellini se casaron el 24 de mayo de 1950. Con el director italiano tuvo además otras dos hijas en 1952, las gemelas Isabella e Isotta. Finalmente, se separó de Rossellini en 1957. Durante su estancia en Italia trabajó en 5 películas más dirigidas por su marido: Europa '51, Siamo Donne, Viaggio in Italia, Giovanna d'Arco al Rogo y La Paura; en su momento, estas películas representaron fracasos de público y de crítica, aunque más tarde fueron revalorizadas, especialmente gracias a la crítica europea y a los creadores del movimiento francés Nouvelle vague.

### Regreso al cine internacional

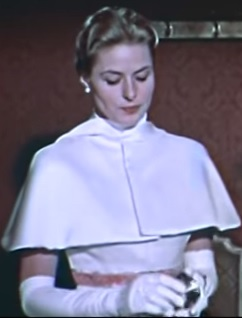
En Anastasia (1956), por la que ganó su segundo Óscar como mejor actriz.

Los fracasos de su trabajo conjunto con Rossellini llevaron al matrimonio a una crisis artística y financiera. En 1956 Rossellini le permitió trabajar bajo las órdenes del director francés Jean Renoir en la película Elena et les hommes con la que volvió a tener éxito. En ese año protagonizó en Inglaterra la película Anastasia por la que ganaría su segundo Óscar como mejor actriz, que su amigo y colega Cary Grant recibió en su nombre. Redobló el éxito con su triunfo en las tablas en París, en Té y simpatía de Robert Anderson, durante la temporada 1956-1957. En 1959 volvió a Hollywood para presentar el Óscar a la mejor película en la 31.ª edición de entrega de los premios de la Academia. En la sala, el público la recibió con una ovación cerrada. El 23 de diciembre de 1958, se casó con el productor teatral sueco Lars Schmidt.
A partir de entonces, comenzó a alternar sus actuaciones en películas en los Estados Unidos y en Europa, así como apariciones ocasionales en dramas televisivos y en obras de teatro. De ese período destacan sus labores en Otra vuelta de tuerca (1959), adaptación de la extraña (usa un narrador no fiable) novela gótica de Henry James, por la que recibe su primer premio Emmy; Hedda Gabler (1962), también una adaptación del drama homónimo de Henrik Ibsen; La visita (1964); Stimulantia (episodio "El collar", filmado a fines de 1964 sobre un relato de Guy de Maupassant, en la cual se reunió con su antiguo compañero de la Escuela de Arte Dramático, Gunnar Björnstrand y el antiguo mentor de Bergman, Gustaf Molander, en la que fue su última labor para el cine); La voz humana (1966); Flor de cactus (1969); Cuestión de tiempo (1976, película también titulada Nina, junto a Liza Minnelli, dirigida por Vincente Minnelli, en la que actuaba su propia hija, Isabella Rossellini en su debut en las pantallas y era maquillada por su hermana gemela, Ingrid Isotta Rossellini; Sonata de otoño de 1978, dirigida por Ingmar Bergman. En 1974, la actriz recibió su tercer Óscar, esta vez en la categoría de mejor actriz de reparto, por su participación en la película Asesinato en el Orient Express, una adaptación de la novela policíaca de Agatha Christie.
En 1975 se le diagnosticó un cáncer de mama y en ese mismo año se divorció de Lars Schmidt. A pesar de su frágil salud, siguió trabajando a tiempo completo.

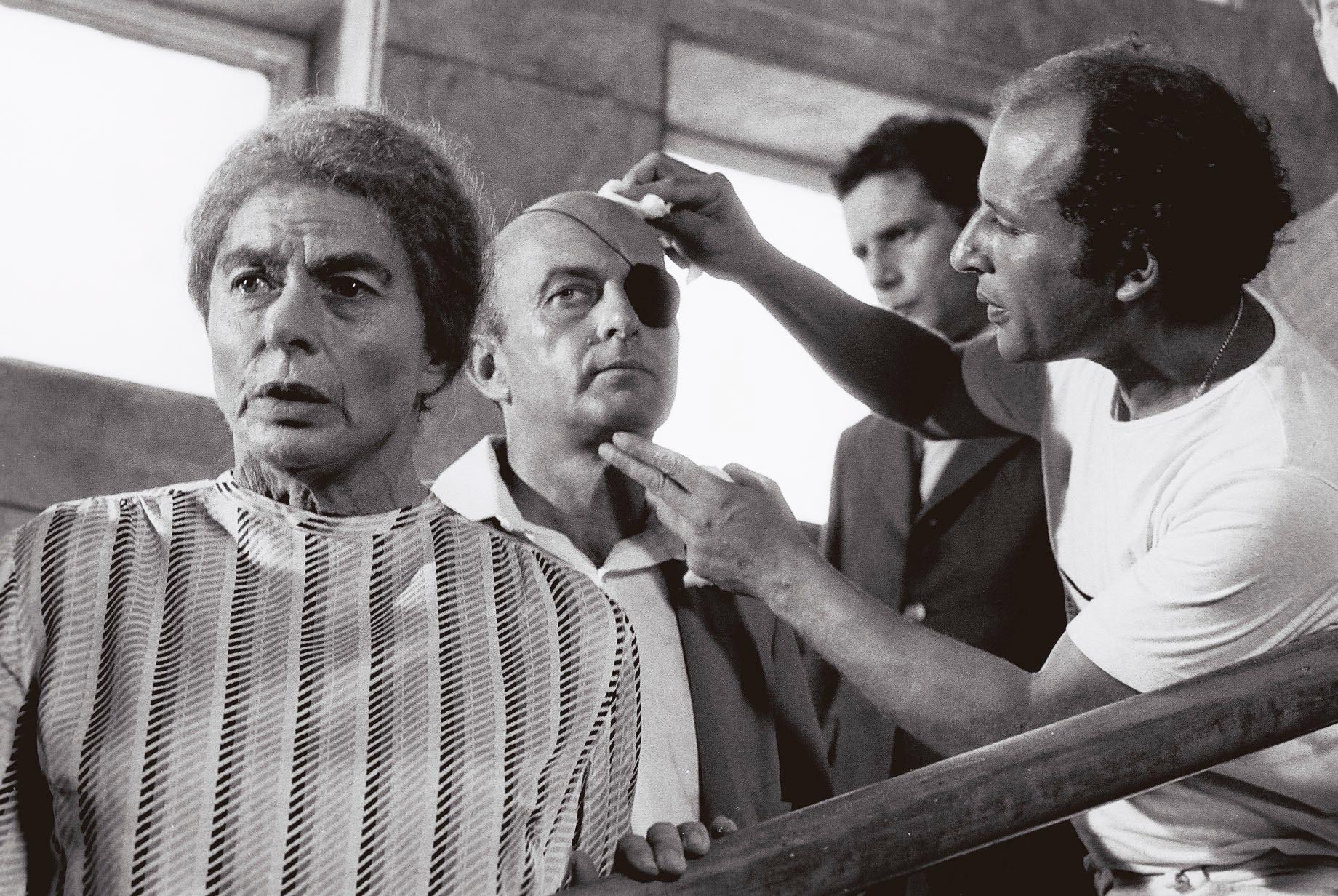
Ingrid Bergman junto a su colega Yossi Graber durante una sesión de maquillaje para la cinta Una mujer llamada Golda (1982). Con este trabajo, Bergman obtuvo un Premio Emmy y un Globo de Oro a la mejor actriz de miniserie o telefilme.

Su última postulación a los Premios Óscar la recibió en 1978 por su papel en Sonata de otoño, del director sueco Ingmar Bergman. A finales de 1981, se trasladó a Israel para la filmación de la miniserie televisiva Una mujer llamada Golda sobre la vida de la primera ministra de Israel Golda Meir. Las nueve semanas de rodaje, que concluyeron en Londres, significaron un enorme desafío para la salud debilitada de la actriz, por entonces en la etapa terminal del cáncer del cual moriría meses después de finalizada la filmación, el día en que cumplía 67 años.
A lo largo de su vida, tres directores marcaron su carrera cinematográfica: Gustaf Molander, quien la dirigió en siete películas y con el que fue proclamada mejor promesa del cine sueco en 1935; Rossellini, quien la dirigió en 6 películas y fue su marido; y Alfred Hitchcock, que la dirigió en 3 ocasiones siendo ya una consolidada actriz.
Recibió el galardón italiano Ruban d'Argento a la mejor actriz extranjera en dos ocasiones, por las películas Stromboli, de 1950, y Europa 51, de 1952.
También ganó el Premio Emmy (Óscar televisivo) por sus trabajos en The turn of the screw / Otra vuelta de tuerca (1959) y Una mujer llamada Golda (1982). Por esta miniserie (su último papel) obtuvo además el Globo de Oro a la mejor actriz de miniserie o telefilme.

### En teatro
Su labor en las tablas fue igualmente reconocida tanto en Suecia, donde debutó en los años 30, como en los Estados Unidos en la avenida de Broadway en Nueva York en donde interpretó Liliom de Ferenc Molnár (1940); Juana de Lorena de Maxwell Anderson (1946-47) y Mansiones señoriales de Eugene O'Neill (1967-68). Sus éxitos teatrales se extendieron en giras en los Estados Unidos con Anna Christie de O'Neill (1941); en toda Europa con Juana de Arco en la hoguera de Claudel y Honegger (1953-55); en Inglaterra, Estados Unidos y Canadá con La conversión del Capitán Brassbound de George Bernard Shaw (1971-72) y La esposa constante de Somerset Maugham (1973-75) además de sus éxitos en Francia con Té y simpatía de Robert Anderson (1956-57) y Hedda Gabler de Ibsen (1962-63) y en el West End de Londres con Un mes en el campo de Iván Turguénev (1965-66) y Las aguas de la luna de Norman Charles Hunter (1977-78).
Ya muy enferma, con su enfermedad propagada a sus huesos y ganglios linfáticos, en marzo de 1980 se vio obligada a rechazar la inusual oferta del Dramaten, el Teatro Real de Estocolmo, donde se le ofreció protagonizar cualquier obra a su elección. En la correspondencia que mantuvo con Jan-Olof Strandberg, entonces Director Artístico del Dramaten, figuran como posibles opciones Espectros, de Henrik Ibsen, El jardín de los cerezos y La gaviota, de Anton Chejov, La importancia de llamarse Ernesto, de Oscar Wilde, Despierta y canta!, de Clifford Odets, El zoológico de cristal, de Tennessee Williams, La loca de Chaillot, de Jean Giraudoux, El león en invierno, de James Goldman y Largo viaje de un día hacia la noche, de Eugene O’Neill.
Ingrid decía haber cerrado el círculo de su carrera cinematográfica, iniciado con una pianista en Intermezzo y finalizado con otra pianista en Sonata de Otoño.
Consciente de que el final estaba cerca, deseaba darle un toque similar de simetría al fin de su carrera teatral y a la vez terminar su autobiografía con ese canto del cisne, triunfando en las tablas del mismo escenario de teatro en el que había debutado hacía casi medio siglo, en 1934. 
Pero en su condición, un mes de ensayos y las ocho funciones semanales durante los seis meses del contrato eran impensables. 
Su deseo no pudo cumplirse.

## Legado
Según la lista elaborada por el American Film Institute, Ingrid Bergman es la cuarta estrella femenina más importante en la historia del cine, precedida por Katharine Hepburn, Bette Davis y Audrey Hepburn. Por otro lado, ya que la actriz hablaba de manera fluida los idiomas sueco, inglés, italiano, alemán y francés, pudo participar en diversos trabajos cinematográficos rodados en estos idiomas y obtener otros premios. 
Bergman ha sido considerada también como la segunda actriz con más premios Oscar de la historia del cine con 3 premios: 2 como Mejor Actriz y 1 como Mejor Actriz de Reparto, siendo la quinta actriz con más candidaturas al Oscar con 7 nominaciones, de las que ganó 3 veces.

## Filmografía

### Cine
| Año  | Título de la película                                                                                              | Director                        | Personaje                           | Observaciones                                    |
| ---- | --- | ------------------------------- | ----------------------------------- | ------------------------------------------------ |
| 1932 | Landskamp | Gunnar Skoglund                 |                                     | no acreditada                                    |
| 1935 | Munkbrogreven | Edvin Adolphson                 | Elsa Edlund                         |                                                  |
| 1935 | Bränningar | Ivar Johansson                  | Karin Ingman                        |                                                  |
| 1935 | Swedenshielms | Gustaf Molander                 | Astrid                              |                                                  |
| 1935 | Valborgsmassoafton                                                                                                 | Gustaf Molander                 | Lena Bergström                      |                                                  |
| 1936 | Intemezzo | Gustaf Molander                 | Anita Hoffman                       |                                                  |
| 1936 | Pa Solsidan | Gustaf Molander                 | Eva Bergh                           |                                                  |
| 1938 | Dollar | Gustaf Molander                 | Miss Balzar                         |                                                  |
| 1938 | Die vier Gesellen                                                                                                  | Carl Froelich                   | Marianne Kruge                      |                                                  |
| 1938 | En kvinnas ansikte                                                                                                 | Gustaf Molander                 | Anna Holm, alias Anna Paulsson      |                                                  |
| 1939 | Destino/En enda natt                                                                                               | Gustaf Molander                 | Eva Beckman                         |                                                  |
| 1939 | Intermezzo: A Love Story (Intermezzo: A Love Story)                                                                | Gregory Ratoff                  | Anita Hoffman                       |                                                  |
| 1940 | Noche de junio/Juninatten                                                                                          | Per Lindberg                    | Kerstin Norbäc - alias Sara Nordanå |                                                  |
| 1941 | Los cuatro hijos de Adán (Adam Had Four Sons)                                                                      | Gregory Ratoff                  | Emilie Gallatin                     |                                                  |
| 1941 | Alma en la sombra (Rage in Heaven)                                                                                 | W. S. Van Dyke                  | Stella Bergen Monrell               |                                                  |
| 1941 | El extraño caso del Dr. Jekyll (Dr. Jekyll and Mr. Hyde)                                                           | Victor Fleming                  | Ivy Peterson                        |                                                  |
| 1942 | Casablanca | Michael Curtiz                  | Ilsa Lund                           |                                                  |
| 1943 | Por quién doblan las campanas (For Whom the Bell Tolls)                                                            | Sam Wood                        | María                               |                                                  |
| 1944 | Luz que agoniza (Gaslight)                                                                                         | George Cukor                    | Paula Alquist Anton                 | Oscar a la mejor actriz, Globo de oro            |
| 1945 | Spellbound (Recuerda en España, Cuéntame tu vida en Argentina)                                                     | Alfred Hitchcock                | Dr. Constance Petersen              | Premio NYFCC a la mejor actriz                   |
| 1945 | La exótica (Saratoga Trunk)                                                                                        | Sam Wood                        | Clio Dulaine                        |                                                  |
| 1945 | Las campanas de Santa María (The Bells of St. Mary's)                                                              | Leo McCarey                     | Sœur Mary Benedict                  | Globo de oro                                     |
| 1946 | American Creed |                                 | Ella misma                          | Corto                                            |
| 1946 | Encadenados (Notorious)                                                                                            | Alfred Hitchcock                | Alicia Huberman                     |                                                  |
| 1948 | Arco de triunfo (Arch of Triumph)                                                                                  | Lewis Milestone                 | Joan Madou                          |                                                  |
| 1948 | Juana de Arco (Joan of Arc)                                                                                        | Victor Fleming                  | Juana de Arco (Jeanne d'Arc)        |                                                  |
| 1949 | Atormentada (Under Capricorn)                                                                                      | Alfred Hitchcock                | Lady Henrietta Flusky               |                                                  |
| 1950 | Stromboli (Stromboli)                                                                                              | Roberto Rossellini              | Karin                               |                                                  |
| 1952 | Europe 51 (Europa '51)                                                                                             | Roberto Rossellini              | Irene Girard                        |                                                  |
| 1954 | Te querré siempre (Viaggio in Italia)                                                                              | Roberto Rossellini              | Katherine Joyce                     |                                                  |
| 1954 | La paura (La paura)                                                                                                | Roberto Rossellini              | Irene Wagner                        |                                                  |
| 1954 | Juana de Arco en la hoguera (Giovanna d'Arco al rogo)                                                              | Roberto Rossellini              | Juana de Arco (Jeanne d'Arc)        |                                                  |
| 1956 | Elena y los hombres (Elena et les hommes)                                                                          | Jean Renoir                     | Miss Sokorowska                     |                                                  |
| 1956 | Anastasia | Anatole Litvak                  | Anastasia                           | Óscar a la mejor actriz, Globo de oro            |
| 1958 | Indiscreta (Indiscreet)                                                                                            | Stanley Donen                   | Anna Kalman                         |                                                  |
| 1958 | El albergue de la sexta felicidad (El albergue de la Sexta Felicidad)                                              | Mark Robson                     | Gladys Aylward                      |                                                  |
| 1961 | Otra vez adiós (Goodbye Again) o (Aimez-vous Brahms?)                                                              | Anatole Litvak                  | Paula Tessier                       |                                                  |
| 1964 | La visita del rencor (The visit/Der Besuch)                                                                        | Bernhard Wicki                  | Kadira Zachanassian                 |                                                  |
| 1964 | El Rolls-Royce amarillo (The Yellow Rolls-Royce)                                                                   | Anthony Asquith                 | Gerda Millett                       |                                                  |
| 1967 | Los estimulantes (Stimulantia)                                                                                     | Hans Abramson et Hans Alfredson | Mathilde Hartman                    |                                                  |
| 1969 | Flor de cactus (Cactus Flower)                                                                                     | Gene Saks                       | Stephanie Dickinson                 |                                                  |
| 1970 | Secretos de una esposa (A Walk in the Spring Rain)                                                                 | Guy Green                       | Libby Meredith                      |                                                  |
| 1973 | De los archivos revueltos de la señora Basil E. Frankweiler (From the Mixed-Up Files of Mrs. Basil E. Frankweiler) | Fielder Cook                    | Mrs. Frankweiler                    |                                                  |
| 1974 | Asesinato en el Orient Express (Murder on the Orient Express)                                                      | Sidney Lumet                    | Greta Ohlsson                       | Oscar a la mejor actriz de reparto, Globo de oro |
| 1976 | Nina (A Matter of Time)                                                                                            | Vincente Minnelli               | Comtesse Sanziani                   |                                                  |
| 1978 | Sonata de otoño (Höstsonaten)                                                                                      | Ingmar Bergman                  | Charlotte Andergast                 |                                                  |

### Televisión
| Año  | Título                                                 | Director           | Papel        | Detalles             |
| ---- | ------------------------------------------------------ | ------------------ | ------------ | -------------------- |
| 1959 | Startime: The Turn of the Screw                        | John Frankenheimer | Institutriz  |                      |
| 1961 | 24 Hours in a Woman's Life                             | Silvio Narizzano   | Clare Lester |                      |
| 1963 | Hedda Gabler                                           | Alex Segal         | Hedda Gabler |                      |
| 1966 | La voz humana                                          | Ted Kotcheff       |              | (monólogo)           |
| 1977 | Great Performances: Childhood                          |                    | Invitada     |                      |
| 1979 | The American Film Institute Salute to Alfred Hitchcock |                    | Ella misma   |                      |
| 1982 | Una mujer llamada Golda (A Woman Called Golda)         | Alan Gibson        | Golda Meir   | Globo de Oro póstumo |

## Teatro

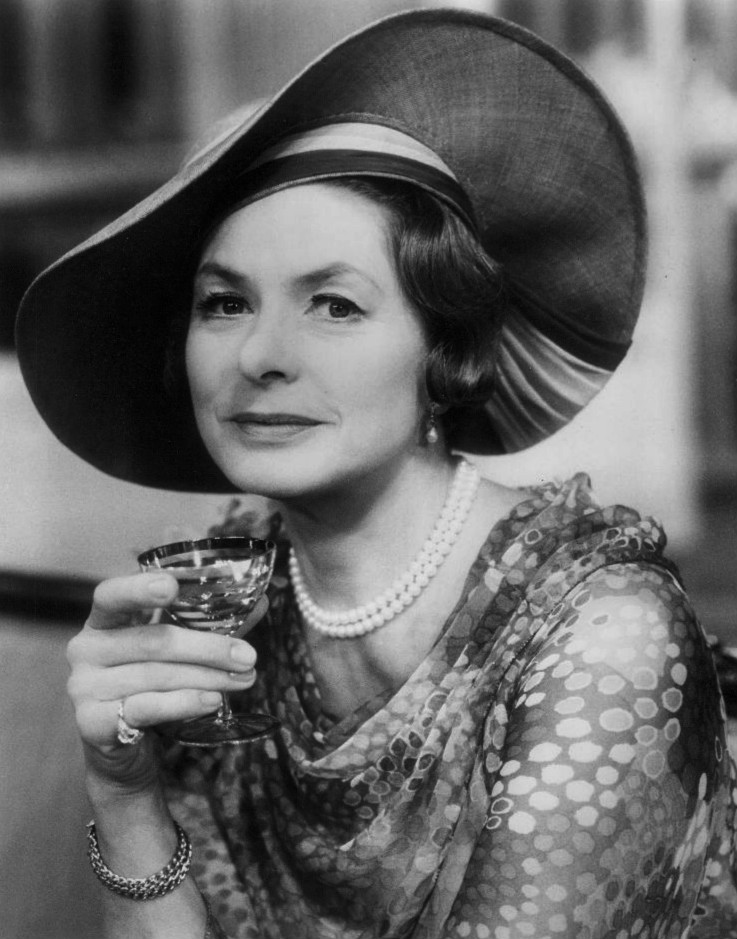
Ingrid Bergman en La esposa constante (1975).

| Año  | Título                               | Autor                          |
| ---- | ------------------------------------ | ------------------------------ |
| 1940 | Liliom                               | Ferenc Molnár                  |
| 1941 | Anna Christie                        | Eugene O'Neill                 |
| 1946 | Juana de Lorena                      | Maxwell Anderson               |
| 1953 | Juana de Arco en la hoguera          | Arthur Honegger y Paul Claudel |
| 1956 | Té y simpatía                        | Robert Anderson                |
| 1962 | Hedda Gabler                         | Henrik Ibsen                   |
| 1965 | Un mes en el campo                   | Iván Turguénev                 |
| 1967 | Mansiones señoriales                 | Eugene O'Neill                 |
| 1972 | La conversión del Capitán Brassbound | George Bernard Shaw            |
| 1975 | La esposa constante                  | Somerset Maugham               |
| 1979 | Las aguas de la luna                 | Norman Charles Hunter          |

## Premios y distinciones
Premios Óscar
| Año  | Categoría               | Película                       | Resultado |
| ---- | ----------------------- | ------------------------------ | --------- |
| 1944 | Mejor actriz            | Por quién doblan las campanas  | Nominada  |
| 1945 | Mejor actriz            | Gaslight                       | Ganadora  |
| 1946 | Mejor actriz            | Las campanas de Santa María    | Nominada  |
| 1949 | Mejor actriz            | Juana de Arco                  | Nominada  |
| 1957 | Mejor actriz            | Anastasia                      | Ganadora  |
| 1975 | Mejor actriz de reparto | Asesinato en el Orient Express | Ganadora  |
| 1979 | Mejor actriz            | Sonata de otoño                | Candidata |

Premios BAFTA
| Año  | Categoría               | Película                          | Resultado |
| ---- | ----------------------- | --------------------------------- | --------- |
| 1959 | Mejor actriz            | El albergue de la sexta felicidad | Nominada  |
| 1975 | Mejor actriz de reparto | Asesinato en el Orient Express    | Ganadora  |

Festival Internacional de Cine de Venecia
| Año  | Categoría                    | Película   | Resultado |
| ---- | ---------------------------- | ---------- | --------- |
| 1952 | Copa Volpi a la mejor actriz | Europa '51 | Ganadora  |

Resumen de premios
| Año  | Premio       | Categoría                                     | Resultado | Película                          |
| ---- | ------------ | --------------------------------------------- | --------- | --------------------------------- |
| 1945 | Globo de Oro | Mejor actriz                                  | Ganadora  | Gaslight                          |
| 1946 | Globo de Oro | Copa Volpi a la mejor actriz                  | Ganadora  | Las campanas de Santa María       |
| 1946 | NYFCC Award  | Mejor actriz                                  | Ganadora  | Recuerda                          |
| 1947 | Tony         | Mejor actriz principal en una obra de teatro  | Ganadora  | Juana de Lorena                   |
| 1956 | NYFCC Award  | Mejor actriz                                  | Ganadora  | Anastasia                         |
| 1957 | Globo de Oro | Mejor actriz - drama                          | Ganadora  | Anastasia                         |
| 1958 | NBR Award    | Mejor actriz                                  | Ganadora  | El albergue de la sexta felicidad |
| 1959 | Globo de Oro | Mejor actriz - drama                          | Candidata | El albergue de la sexta felicidad |
| 1959 | Globo de Oro | Mejor actriz - comedia o musical              | Candidata | Indiscreta                        |
| 1960 | Emmy         | Mejor actriz - Miniserie o Película           | Candidata | Turn of the Screw                 |
| 1961 | Emmy         | Mejor actriz - Miniserie o Película           | Candidata | 24 Hours in a Woman's Life        |
| 1970 | Globo de Oro | Mejor actriz - comedia o musical              | Candidata | Flor de cactus                    |
| 1976 | César        | Honorífico                                    | Ganadora  |                                   |
| 1978 | NBR Award    | Mejor actriz                                  | Ganadora  | Sonata de otoño                   |
| 1978 | NYFCC Award  | Mejor actriz                                  | Ganadora  | Sonata de otoño                   |
| 1979 | Globo de Oro | Mejor actriz - drama                          | Candidata | Sonata de otoño                   |
| 1979 | NSFC Award   | Mejor actriz                                  | Ganadora  | Sonata de otoño                   |
| 1982 | Emmy         | Mejor actriz - Miniserie o Película           | Ganadora  | Una mujer llamada Golda           |
| 1983 | Globo de Oro | Mejor actriz de miniserie o telefilme Póstumo | Ganadora  | Una mujer llamada Golda           |